# Tyler Kennedy
Pour les articles homonymes, voir Kennedy.
Tyler Kennedy (né le 15 juillet 1986 à Sault-Sainte-Marie dans la province de l'Ontario au Canada) est un joueur professionnel canadien de hockey sur glace. Il commence sa carrière en jouant dans différentes équipes de sa ville natale : le Thunder de Sault-Sainte-Marie puis les Greyhounds de Sault-Sainte-Marie de la Ligue de hockey de l'Ontario. Après deux saisons dans la LHO, il est choisi lors du repêchage d'entrée dans la Ligue nationale de hockey de 2004 en tant que quatre-vingt-dix-neuvième joueur par les Penguins de Pittsburgh.
Il rejoint les Penguins de Wilkes-Barre/Scranton de la Ligue américaine de hockey en 2006-2007 avant d'accéder à la LNH un an plus tard. Il gagne la Coupe Stanley avec Pittsburgh en remportant les séries éliminatoires de la LNH en 2008-2009.

## Biographie

### Carrière junior

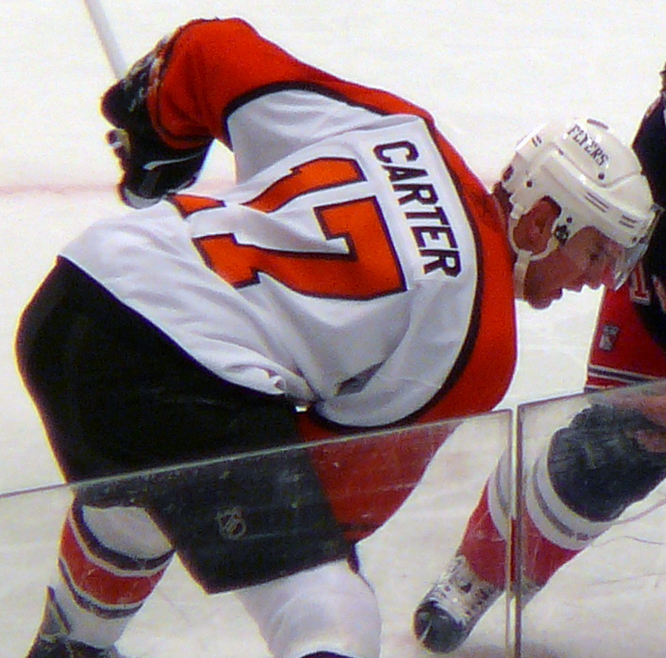
Jeff Carter joue aux côtés de Kennedy pendant trois saisons dans la Ligue de hockey de l'Ontario.

Tyler Kennedy est né à Sault-Sainte-Marie en Ontario au Canada ; il est le fils de Joanne et de Rob et a un frère, Jordan. Il commence sa carrière en jouant avec l'équipe de la ville, le Thunder, qui évolue dans la Northern Ontario Bantam Hockey League. En 2002, il participe au repêchage pour rejoindre le circuit du hockey sur glace junior du Canada. Il est choisi lors du repêchage de 2002 par l'équipe de sa ville qui évolue dans la Ligue de hockey de l'Ontario, les Greyhounds de Sault-Sainte-Marie.
Il commence sa carrière junior avec les Greyhounds lors de la saison 2002-2003 ; l'équipe, qui termine à la quatrième place de sa division, huitième de l'association, est de justesse qualifiée pour les séries éliminatoires mais perd dès le premier tour 4-0 contre les joueurs des Rangers de Kitchener, premiers de la saison régulière et futurs vainqueurs des séries. Kennedy inscrit au cours de cette saison quinze points alors que son équipe est menée offensivement par Jeff Carter avec soixante-et-onze points. Il est nommé recrue de l'équipe à la fin de la saison.
Au cours de la saison suivante, les Greyhounds finissent une nouvelle fois quatrièmes de leur division mais neuvièmes de l'association cela ne leur suffit pas cette fois-ci  pour assurer la qualification pour les séries. À titre personnel, Kennedy est le quatrième pointeur de son équipe, toujours derrière Carter, et il compte alors quarante-deux points.
Au cours de l'été, il participe au repêchage d'entrée dans la Ligue nationale de hockey et il est choisi lors de la quatrième ronde par les Penguins de Pittsburgh, le 99e joueur au total et le sixième choix de la franchise de la Pennsylvanie, alors que les Penguins choisissent Ievgueni Malkine en tant que deuxième choix au total. Kennedy ne rejoint pas pour autant la LNH et reste dans la LHO. Lors de la saison suivante, l'équipe de Sault-Sainte-Marie finit en tête de sa division mais est éliminée dès le premier tour en sept rencontres par les Spitfires de Windsor. Carter joue sa dernière saison dans la LHO et est encore le meilleur pointeur de l'équipe avec soixante-quatorze réalisations, juste devant Kennedy qui en compte cinquante-sept.
Kennedy s'aligne pour sa dernière saison dans la LHO en 2005-2006. Il participe au Match des étoiles avec l'équipe de l'association de l'Ouest marquant une assistance alors que l'association de l'Est l'emporte 9-3. Il termine meilleur pointeur des Greyhounds avec soixante-dix points. Au point de vue collectif, ils sont les derniers qualifiés de l'association de l'Ouest et sont éliminés dès la première ronde 4-0 par les Knights de London, futurs vainqueurs des séries.

### Première saison professionnelle
Le 19 mai 2006, Kennedy signe son premier contrat professionnel avec les Penguins. Il ne rejoint pas l'effectif de la LNH et à la place passe la saison 2006-2007 avec l'équipe affiliée à Pittsburgh, les Penguins de Wilkes-Barre/Scranton de la Ligue américaine de hockey. Des blessures à répétition lui font manquer la majorité de la saison où il ne joue que quarante matchs. Il est tout de même le sixième pointeur de l'équipe avec trente-sept points alors que Jonathan Filewich mène l'équipe avec cinquante-six points. Les Penguins sont qualifiés pour les séries éliminatoires de la Coupe Calder mais perdent au deuxième tour contre les Bears de Hershey, futurs finalistes de la Coupe.

### Première finale de la Coupe Stanley

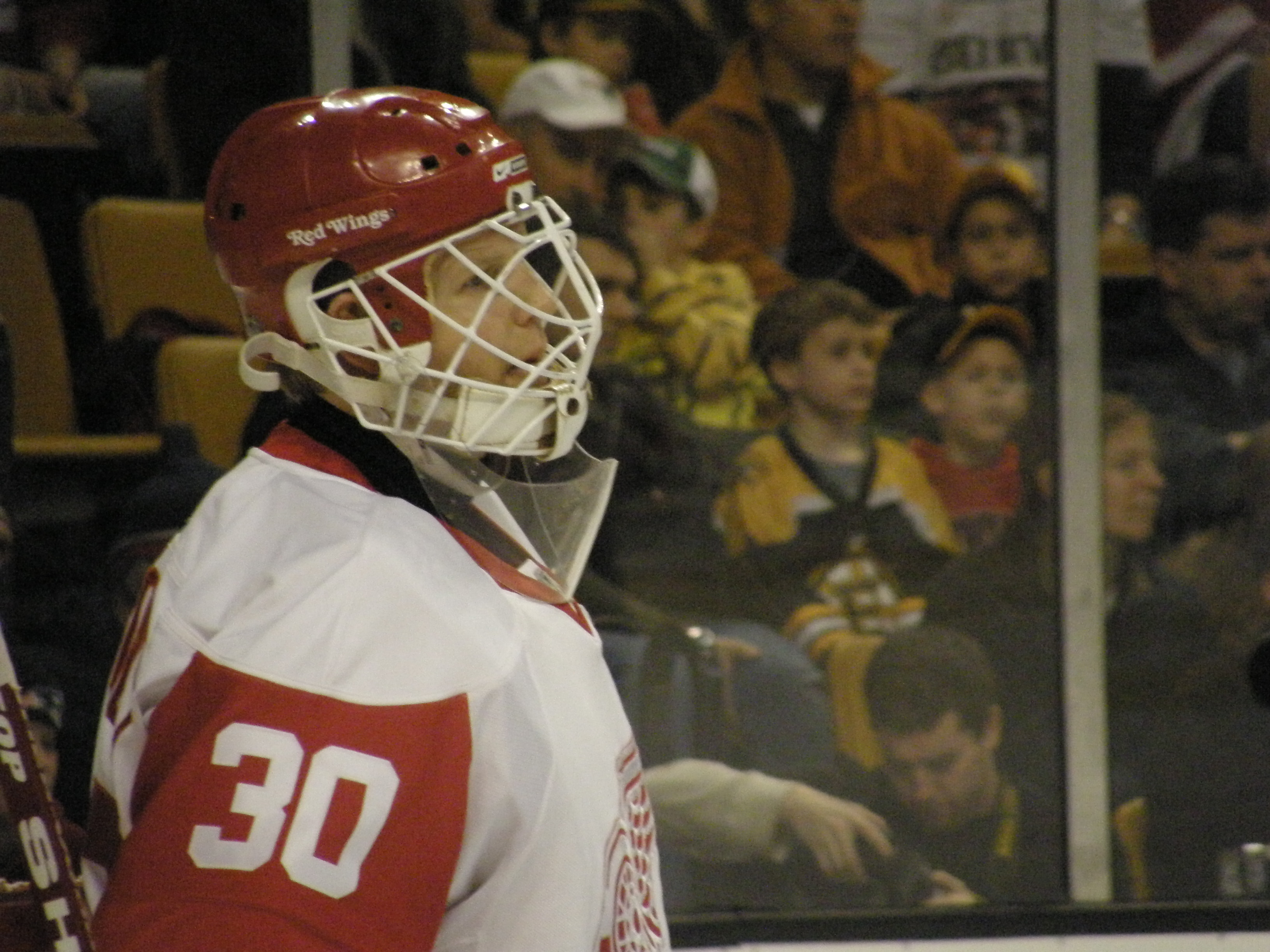
En 2007-2008, les Penguins perdent en finale de la Coupe Stanley contre Chris Osgood et les Red Wings de Détroit.

La saison suivante, il joue encore dans la LAH mais le 27 octobre, lors d'un match de Pittsburgh contre les Canadiens de Montréal, il est appelé au sein de l'effectif pour pallier l'absence de Gary Roberts,. Il inscrit son premier but dans la LNH trois matchs plus tard lors d'une défaite 3 à 2 contre les Islanders de New York le 3 novembre. En janvier 2008, après avoir passé la majeure partie du temps dans la LNH, lui et son coéquipier Kristopher Letang sont conviés à jouer le 56e Match des étoiles de la LNH avec les jeunes étoiles alors que Sidney Crosby et Sergueï Gontchar sont conviés au match principal. Mais finalement, ni Crosby ni Kennedy ne peuvent participer à l'évènement : Crosby blessé à la cheville est remplacé par son coéquipier Ievgueni Malkine alors que Kennedy a une mononucléose. Le 16 mars, il inscrit le dixième but de sa saison, il devient ainsi le onzième joueur de l'équipe à dépasser la barre des dix buts. Avec dix-neuf points à la fin de la saison régulière, il est meilleur pointeur-recrue de Pittsburgh.
L'équipe est guidée en attaque par Malkine et Ray Shero, directeur général de la franchise, fait venir dans l'effectif de l'équipe Marián Hossa et Pascal Dupuis, joueurs des Thrashers d'Atlanta, afin de renforcer celle-ci sur les ailes. Les résultats suivent puisque l'équipe se qualifie une nouvelle fois pour les séries et décroche la première place de la division Atlantique.
Les Penguins parviennent en finale de la Coupe Stanley en battant tour à tour les Sénateurs d'Ottawa, 4 matchs à 0, les Rangers de New York, 4 matchs à 1 et enfin les Flyers de Philadelphie, également en cinq matchs. Ils rencontrent en finale de la Coupe les Red Wings de Détroit, champions de la saison régulière. Les deux premiers matchs sont joués à Détroit et Chris Osgood blanchit à deux reprises les Penguins 4-0 et 3-0. Pittsburgh reprend espoir en gagnant la troisième rencontre 3-2 mais ils concèdent la défaite lors de la quatrième date. Lors du cinquième match, trois prolongations sont nécessaires pour voir les Penguins l'emporter grâce à un but de Petr Sýkora mais finalement, les Red Wings l'emportent lors du sixième match sur la glace de Pittsburgh et remportent leur onzième Coupe Stanley. Kennedy a alors l'habitude de jouer sur la troisième ligne de l'équipe aux côtés de Jordan Staal et de Jarkko Ruutu.

### La Coupe Stanley

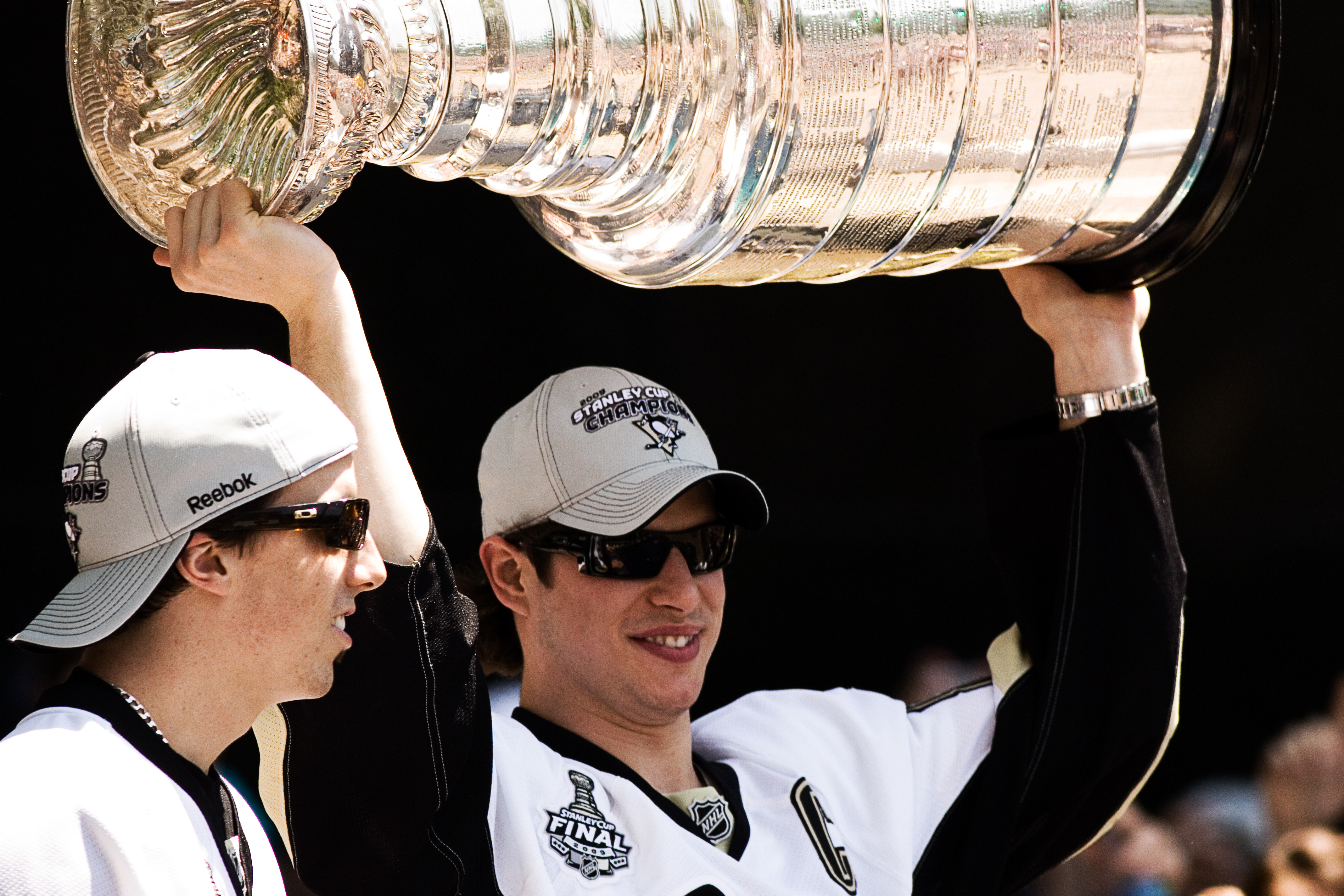
Kennedy remporte avec Marc-André Fleury et Sidney Crosby la Coupe Stanley en 2009.

Le 26 septembre 2008, Kennedy signe une prolongation de contrat de deux saisons avec les Penguins,. L'équipe commence la saison en jouant deux rencontres contre les Sénateurs d'Ottawa à Stockholm en Suède et lors du premier match, le 4 octobre, il inscrit le premier but des siens puis le but de la victoire en prolongation. Kennedy subit une nouvelle blessure courant décembre au genou et manque un mois de compétition.
Pendant ce temps, les Penguins connaissent une fin d'année 2008 et un début 2009 catastrophiques, ne parvenant pas à enchaîner les victoires ; le 16 février, Shero renvoie Michel Therrien l'entraîneur de l'équipe et Dan Bylsma, entraîneur de Wilkes-Barre/Scranton, est nommé à sa place. Le 21 février, Kennedy joue la centième rencontre de sa carrière dans la LNH puis le 4 avril, lors d'une défaite 3-2 en prolongation contre les Hurricanes de la Caroline, il inscrit deux points, un but et une passe, pour atteindre cinquante-et-un points depuis le début de sa carrière. À la fin de la saison, il totalise trente-cinq points alors qu'Ievgueni Malkine est le meilleur pointeur de l'équipe et de la LNH avec cent-treize points. Les Penguins sont classés à la deuxième place de la division derrière les Devils du New Jersey avec sept points de retard, quatrième au total de l'association.
En séries, les Penguins éliminent au premier tour les Flyers en six matchs alors que lors du dernier match ils sont menés au score 3-0 avant de revenir au jeu, le réveil étant sonné par un combat entre Maxime Talbot des Penguins et Dan Carcillo des Flyers. Au tour suivant, Kennedy et ses coéquipiers affrontent les Capitals de Washington emmenés par Aleksandr Ovetchkine. La série se prolonge jusqu'au septième match grâce à notamment une prestation de Semion Varlamov dans les buts des Capitals ainsi qu'aux talents offensifs de Crosby et Ovetchkine. Le septième match a lieu dans la salle de Washington et après 31 minutes de jeu, les Penguins mènent déjà 5-0. Finalement, ils remportent la rencontre et la qualification sur le score de 6 buts à 2.
La finale d'association est jouée contre les Hurricanes de la Caroline mais ces derniers perdent totalement pied en étant éliminés en quatre matchs. Les Penguins retrouvent les champions en titre en finale de la Coupe Stanley, les Red Wings de Détroit. Après les deux premières rencontres et deux défaites de Pittsburgh sur le même score de 1-3, la finale semble prendre le même chemin que la saison précédente mais les Penguins gagnent les deux matchs à domicile 4-2 avec un but de Kennedy lors de la quatrième rencontre,. Osgood blanchit les Penguins lors de la cinquième date, 5-0, puis Pittsburgh gagne 2-1 le sixième match avec un but et une passe décisive du joueur de l'Ontario. La finale se joue donc au terme d'un septième match joué à Détroit le 12 juin et Kennedy soulève la Coupe Stanley à la suite d'une victoire 2-1 grâce à un doublé de Talbot. Avec trente-six points, Malkine est le meilleur pointeur de l'équipe des séries mais également de la LNH. À titre personnel, Kennedy compte neuf points en série dont cinq buts.

### La suite de sa carrière

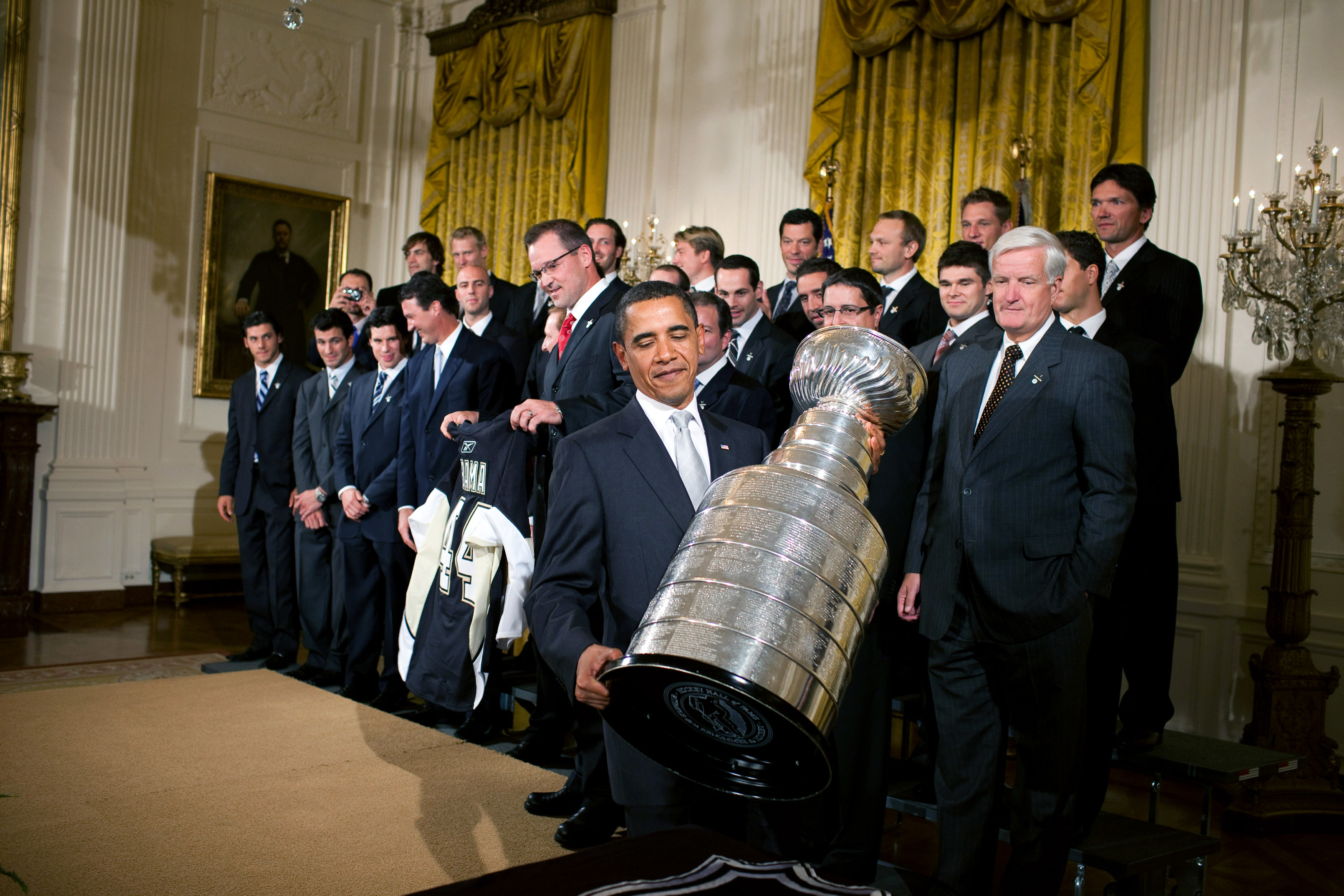
Le 10 septembre 2009, l'équipe championne est reçue par Barack Obama à la Maison-Blanche.

Comme tous les joueurs champions de la Coupe Stanley, Kennedy peut emmener la trophée où il veut pour partager son succès avec ses amis et sa famille ; ainsi les 2 et 3 juillet 2009, il accueille la coupe dans sa ville natale. Le 10 septembre 2009, les joueurs des Penguins rencontrent le Président des États-Unis Barack Obama à la Maison-Blanche avant de commencer la saison 2009-2010. Au cours de la saison 2009-2010, Kennedy manque un total de quinze rencontres en raison de différentes blessures. Il termine la saison avec vingt-cinq points alors que les Penguins finissent à la deuxième place de la division et sont qualifiés pour les séries de la Coupe. Ils rencontrent une nouvelle fois les Sénateurs lors de la première ronde et en viennent à bout en six matchs mais au deuxième tour, ils sont éliminés en sept matchs par les Canadiens de Montréal.
Il connaît sa meilleure saison en 2010-2011, en jouant quatre-vingt matchs pour quarante-cinq points composés de vingt-et-un buts et vingt-quatre passes, qui sont tous ses records personnels. D'un point de vue collectif, la saison des Penguins est gâchée par les blessures des joueurs cadres de l'équipe comme Staal, Crosby et Malkine. Deuxième de la division Atlantique, l'équipe de Pittsburgh perd au premier tour en sept rencontres contre le Lightning de Tampa Bay. Alors qu'il doit devenir agent libre, Kennedy signe une prolongation de contrat avec les Penguins pour deux nouvelles saisons le 1er juillet 2011. Il est échangé plus tard aux Sharks de San José contre un choix de deuxième tour au repêchage 2013.
Le 2 mars 2015, il est encore échangé. Il rejoint les Islanders de New York et les Sharks reçoivent un choix conditionnel de troisième tour au repêchage 2016.
N'ayant signé aucun contrat durant l'été 2015, il est invité au camp d'entraînement des Devils du New Jersey mais est libéré plus tard. Il est à nouveau invité et signe un contrat d'un an avec ces derniers le 27 novembre 2015.

## Statistiques
| Saison     | Équipe                           | Ligue      |     | Saison régulière | Saison régulière | Saison régulière | Saison régulière | Saison régulière |    | Séries éliminatoires | Séries éliminatoires | Séries éliminatoires | Séries éliminatoires | Séries éliminatoires |
| Saison     | Équipe                           | Ligue      | PJ  | B                | A                | Pts              | Pun              | PJ               | B  | A                    | Pts                  | Pun                  |                      |                      |
| 2001-2002  | Thunder de Sault-Sainte-Marie    | NOBHL      |     |                  |                  |                  |                  |                  |    |                      |                      |                      |                      |                      |
| 2002-2003  | Greyhounds de Sault-Sainte-Marie | LHO        | 61  | 5                | 10               | 15               | 33               | 4                | 0  | 0                    | 0                    | 0                    |                      |                      |
| 2003-2004  | Greyhounds de Sault-Sainte-Marie | LHO        | 63  | 16               | 26               | 42               | 28               |                  |    |                      |                      |                      |                      |                      |
| 2004-2005  | Greyhounds de Sault-Sainte-Marie | LHO        | 61  | 21               | 36               | 57               | 37               | 4                | 1  | 3                    | 4                    | 4                    |                      |                      |
| 2005-2006  | Greyhounds de Sault-Sainte-Marie | LHO        | 64  | 22               | 48               | 70               | 60               | 4                | 1  | 2                    | 3                    | 2                    |                      |                      |
| 2006-2007  | Penguins de WBS                  | LAH        | 40  | 12               | 25               | 37               | 20               |                  |    |                      |                      |                      |                      |                      |
| 2007-2008  | Penguins de WBS                  | LAH        | 10  | 5                | 4                | 9                | 10               |                  |    |                      |                      |                      |                      |                      |
| 2007-2008  | Penguins de Pittsburgh           | LNH        | 55  | 10               | 9                | 19               | 35               | 20               | 0  | 4                    | 4                    | 13                   |                      |                      |
| 2008-2009  | Penguins de Pittsburgh           | LNH        | 67  | 15               | 20               | 35               | 30               | 24               | 5  | 4                    | 9                    | 4                    |                      |                      |
| 2009-2010  | Penguins de Pittsburgh           | LNH        | 64  | 13               | 12               | 25               | 31               | 10               | 0  | 0                    | 0                    | 2                    |                      |                      |
| 2010-2011  | Penguins de Pittsburgh           | LNH        | 80  | 21               | 24               | 45               | 37               | 7                | 2  | 1                    | 3                    | 2                    |                      |                      |
| 2011-2012  | Penguins de Pittsburgh           | LNH        | 60  | 11               | 22               | 33               | 29               | 6                | 3  | 3                    | 6                    | 2                    |                      |                      |
| 2012-2013  | Penguins de Pittsburgh           | LNH        | 46  | 6                | 5                | 11               | 19               | 9                | 2  | 3                    | 5                    | 2                    |                      |                      |
| 2013-2014  | Sharks de San José               | LNH        | 67  | 4                | 13               | 17               | 34               | -                | -  | -                    | -                    | -                    |                      |                      |
| 2014-2015  | Sharks de Worcester              | LAH        | 3   | 2                | 1                | 3                | 0                | -                | -  | -                    | -                    | -                    |                      |                      |
| 2014-2015  | Sharks de San José               | LNH        | 25  | 4                | 5                | 9                | 8                | -                | -  | -                    | -                    | -                    |                      |                      |
| 2014-2015  | Islanders de New York            | LNH        | 13  | 2                | 3                | 5                | 2                | 3                | 0  | 0                    | 0                    | 2                    |                      |                      |
| 2015-2016  | Devils du New Jersey             | LNH        | 50  | 3                | 13               | 16               | 14               | -                | -  | -                    | -                    | -                    |                      |                      |
| Totaux LNH | Totaux LNH                       | Totaux LNH | 527 | 89               | 126              | 215              | 239              | 79               | 12 | 15                   | 27                   | 27                   |                      |                      |

## Trophées et honneurs personnels
- 2002-2003 : nommé recrue de l'année des Greyhounds de Sault-Sainte-Marie
- 2004 : 99e choix du repêchage de la Ligue nationale de hockey par les Penguins de Pittsburgh
- 2005-2006 : sélectionné pour le Match des étoiles de la Ligue de hockey de l'Ontario
- 2007-2008 : sélectionné pour le 56e Match des étoiles au sein des recrues (ne jouera pas en raison d'une maladie)
- 2008-2009 : remporte la Coupe Stanley avec les Penguins de Pittsburgh